# أرجنتيت

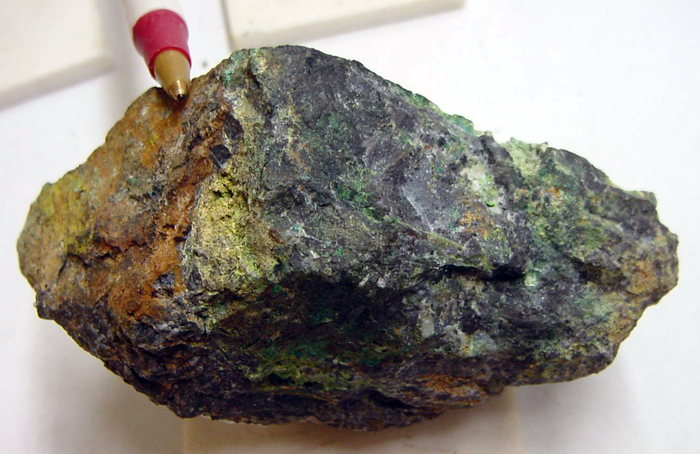
عينة أرجينيت

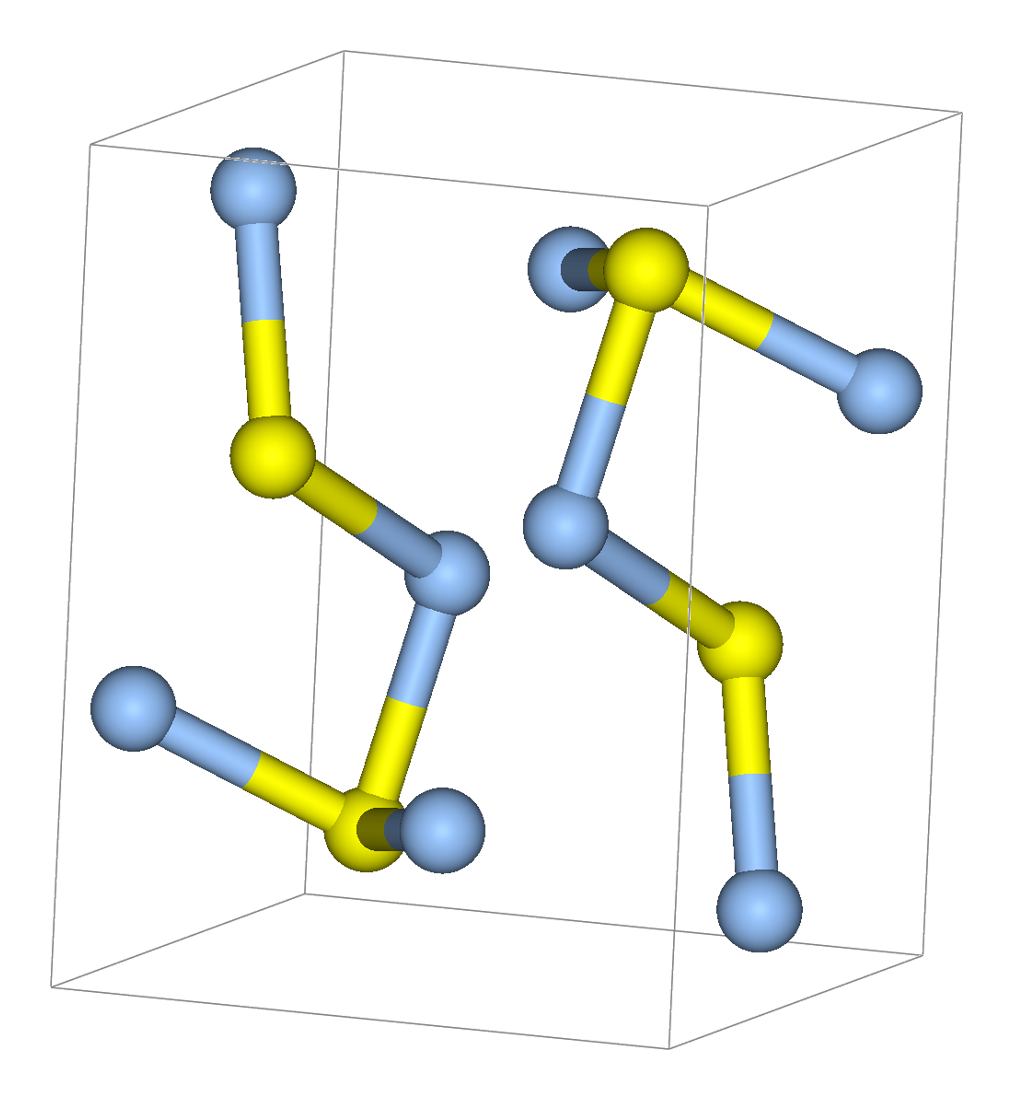
وحدة الخلية في الأرجينيت

الأرجنتيت هو معدن من معادن الفضة تركيبه من كبريتيد الفضة Ag2S، وله بنية وفق نظام بلوري مكعب، وذلك عند درجات حرارة تتجاوز 173 °س, أو 177 °س أو 179 °س؛ وعندما يتبرد يتحول إلى أكانثيت أحادي الميل.
لم تعترف الجمعية الدولية للمعادن بالأرجنتيت معدناً وفق معايير تصنيف المعادن.